# Frederic Forrest
Frederic Fenimore Forrest, Jr. (Waxahachie, 23 de diciembre de 1936-Santa Mónica, 23 de junio de 2023) fue un actor de cine y televisión estadounidense.

## Carrera cinematográfica
Fue nominado al Óscar al mejor actor de reparto por su interpretación en el papel de Huston Dyer en el drama musical The Rose, de 1979 y actuó como "Chef" en el clásico épico de guerra Apocalypse Now estrenado ese mismo año.
En 1976 audicionó para el papel de Han Solo en la primera película de La Guerra de las Galaxias.

## Premios y reconocimientos
Premios Óscar
| Año  | Categoría              | Trabajo nominado | Resultado |
| ---- | ---------------------- | ---------------- | --------- |
| 1980 | Mejor actor de reparto | La rosa          | Nominado  |